# Cilem Tunc
Cilem Tunc (1992) is een Turks-Belgisch modeontwerpster en influencer.

## Biografie

### Jeugd
Cilem Tunc droomde als kind ervan ooit een eigen kledinglijn te hebben. Haar ouders wilden echter dat ze eerst een normaal diploma zou halen, voordat ze haar dromen achterna zou gaan. Ze zouden haar ingeprent hebben dat ze als vrouw op eigen benen moest kunnen staan zonder afhankelijk te zijn van een man. Ondernemen zou daarom voor haar van jongs af aan vanzelfsprekend zijn geweest.

### Opleiding
Tunc studeerde bedrijfskunde en marketing aan de Hogeschool-Universiteit Brussel. Haar laatste semester combineerde ze met patroonontwerp in de avondschool.

### Carrière
Na het volgen van een modecursus vertrok ze naar Turkije om daar met een modehuis samen te werken. In 2018 bracht ze haar eerste collectie uit. Tunc is ook model voor haar eigen kledinglijn.
In oktober 2020 nam Tunc deel aan het programma 'Jonge Wolven' op VTM waarin ze haar eerste modeshow voorstelde in discotheek Carré.
Op 16 oktober 2021 stelden Tunc en Nicky Vankets hun nieuwe collectie voor aan het publiek. In september dat jaar werd bekend dat Tunc met Vincent Van Trier was verloofd. Op 3 mei 2022 gaven Tunc en Vincent Van Trier hun huwelijksfeest in de Handelsbeurs (Antwerpen).

## Kledingontwerpen
Tunc's kleding, die onder haar eigen label 'Cilem Tunc' over de bank gaan, kan 'high-end' genoemd worden en wordt verkocht in Milaan, Napels, Parijs, Mykonos en enkele winkels in België. Enkele bekende ontwerpen van haar zijn de volgende:
- Outfit van Olivia Trappeniers voor haar optreden “Kom Wat Dichterbij” in het Antwerpse sportpaleis.
- Bruidsjurk voor de vriendin van Louis Talpe.[3]
- Outfit van Anouk Matton (MATTN) voor de MTV Europe Music Awards in 2019.[11]
- Outfit van Jasmijn Van Hoof voor de Story Awards 2019.[3]